# Сазава
Сазава (чеш. Sázava) — река в Высочине и Среднечешском крае Чехии, правый приток Влтавы. Длина реки — 225 км. Площадь водосборного бассейна — 4350 км². Средний расход воды — 25,2 м³/с.
Истоком является пруд Велке-Даржко, который расположен на высоте 610 метров над уровнем моря.
Высота истока — 757 м над уровнем моря.. Высота устья — 200 м над уровнем моря
В XI веке в долине реки Прокопий Сазавский основал Сазавский монастырь.

## Притоки

Бассейн реки Сазавы

- Сазавка
- Желивка
- Шлапанка